# Себу (река)

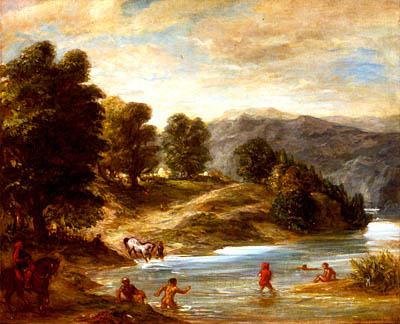
Река Себу, Эжен Делакруа, 1858 год

Себу, также Уэд-Себу (араб. سبو‎) — крупнейшая река в Марокко, протекает по северной части страны. В древности у финикийцев называлась Себус. Берёт начало у Джебель-Бени-Азрар, на северо-западном склоне Среднего Атласа, протекает на 5 км восточнее Феса, недалеко от устья сливается с рекой Бет и впадает в Атлантический океан около города Мехдия. Река судоходна на 20 км от побережья до Кенитры — единственного речного порта в Марокко.
Длина реки составляет 458 км, средний сток — 137 м³/с. По среднему стоку Себу занимает первое место в стране, по длине — второе после Умм-эр-Рбия. Долина реки Себу весьма плодородна, в ней выращиваются оливки, рис, пшеница, сахарная свёкла, цитрусовые и виноград.

## Список притоков
Ниже приведён полный список притоков реки Себу:
- Бет — на реке расположена гидроэлектростанция в Эль-Кансере
  - Рдом — на реке расположена термальная электростанция в Сиди-Касем
    - Круман

  - Тархерест
  - Учкет
  - Вади-эль-Кель
  - Тигригра
- Уэррха
  - Таунат
  - Аудур
  - Аулай
  - Вади-эль-Амезас
  - Вади-Сра
- Миккес
- Вади-эль-Абиод
  - Вади-Лебен
  - Вади-Аммар
  - Вади-эль-Хадар
  - Вади-Ларбаа
- Вади-Амекла
- Вади-Злул